# 위험물안전관리법

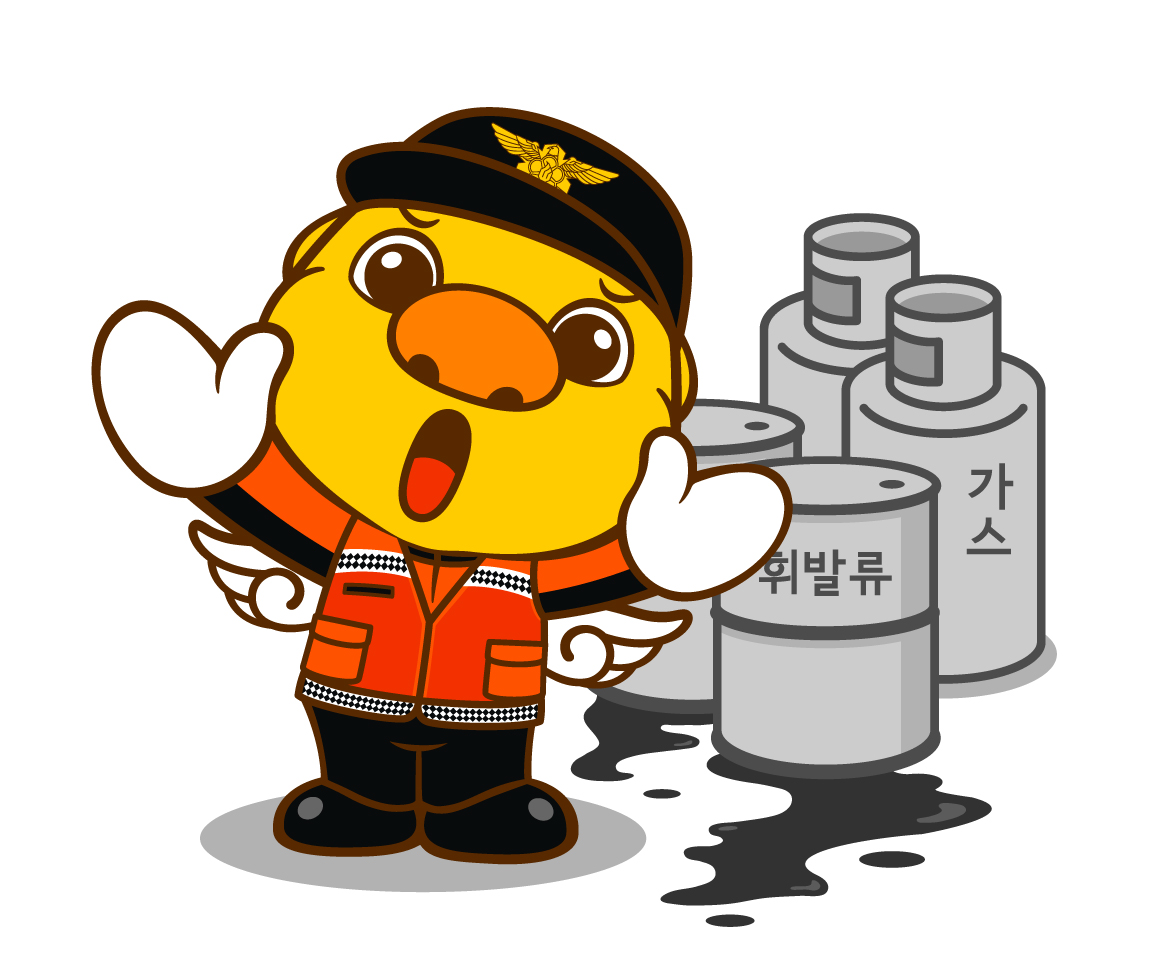
서울소방재난본부 해치 캐릭터

위험물안전관리법(危險物安全管理法)은 위험물의 저장·취급 및 운반과 이에 따른 안전관리에 관한 사항을 규정함으로써 위험물로 인한 위해를 방지하여 공공의 안전을 확보함을 목적으로하는 대한민국의 법이다.